# USS Irwin (DD-794)
USS Irwin (DD-794) — эскадренный миноносец типа «Флетчер», в период Второй мировой войны состоявший на вооружении ВМС США. Был назван в честь Нобеля Э. Ирвина (29 сентября, 1869-10 августа, 1937).
Эсминец был заложен 31 октября 1943 года на верфи Bethlehem Steel и сдан в эксплуатацию 14 февраля 1944 года, под командование коммандера Дэниеля В. Миллера.

## История
26 апреля 1944 года Ирвин отправился на Гавайи, оттуда на Эниветок для участия во вторжении на Марианские острова. 11 июня эсминец сопровождал и прикрывал авианосцы  во время вторжения на Сайпан. С 19 по 21 июня Ирвин принял участие в Битве в Филиппинском море. Эсминец сбил японский торпедоносец при отражении атаки на эскортные авианосцы.
С 21 по 29 июня эсминец обстреливал японцев на Сайпане. 23 июля Ирвин оказывал огневую поддержку войскам сражающимся на Гуаме. 14 октября эсминец сбил торпедоносец. Ирвин помогал сопровождать повреждённые крейсеры USS Houston (CL-81) и USS Canberra (CA-70). После этого эсминец обеспечивал прикрытие авианосцев во время битвы за Лейте.
24 октября 1944 года во время Битвы в заливе Лейте японцы повредили авианосец Принстон. Ирвин находился рядом и также получил повреждения. Несмотря на это эсминец приблизился к тонущему авианосцу и спас 646 человек экипажа Принстона. За этот подвиг Ирвин получил награду.

## Награды
Эсминец был награждён шестью звёздами за службу во Второй мировой войне и одной звездой за участие в Корейской войне. Также Ирвин награждён благодарностью.